# Phaedrotoma latita
Phaedrotoma latita är en stekelart som först beskrevs av Fischer 1979.  Phaedrotoma latita ingår i släktet Phaedrotoma och familjen bracksteklar. Inga underarter finns listade i Catalogue of Life.